# Eucereon distractum
Eucereon distractum är en fjärilsart som beskrevs av Max Wilhelm Karl Draudt 1931. Eucereon distractum ingår i släktet Eucereon och familjen björnspinnare. Inga underarter finns listade i Catalogue of Life.